# Ian Ziering
Ian Ziering, född 30 mars 1964 i Newark, New Jersey, är en amerikansk skådespelare. 
Ziering är mest känd som Steve Sanders i TV-serien Beverly Hills 90210, en roll han spelade 1990-2000. Han har också spelat Vinnie i Biker Mice from Mars.

## Tidigare liv
Ian Ziering föddes 1964 i Newark, New Jersey som son till Muriel "Mickie" och Paul M. Ziering, en utbildare och saxofonist. Han är uppväxt i West Orange, New Jersey och har två bröder, Jeff och Barry. Ziering är jude. Han tog examen på West Orange High School 1982 och på William Paterson University 1988.

## Privatliv
I juli 1997 gifte Ziering sig med Nikki Schieler Ziering. Han ansökte om skilsmässa i februari 2002.
3 februari 2010 meddelade Ziering att han har förlovat sig med Erin Kristine Ludwig. Paret gifte sig vid en ceremoni i Newport Beach, Kalifornien den 28 maj 2010. De har två barn.

## Filmografi
| År   | Titel                                      | Roll                             | Notis           |
| ---- | ------------------------------------------ | -------------------------------- | --------------- |
| 1981 | Endless Love                               | Sammy Butterfield                |                 |
| 1995 | The Women of Spring Break                  | George Peck                      | TV-film         |
| 1995 | Savate                                     | Cain Parker                      |                 |
| 1995 | No Way Back                                | Victor Serlano                   |                 |
| 1996 | Subliminal Seduction                       | Darrin Danver                    | TV-film         |
| 1997 | Mighty Ducks the Movie: The First Face-Off | Wildwing                         | Röst            |
| 2005 | Domino                                     | Som sig själv                    |                 |
| 2005 | Six Months Later                           | Michael                          | Kortfilm        |
| 2006 | Man vs. Monday                             | Dan Smith                        | Kortfilm        |
| 2006 | Stripped Down                              | Francis                          |                 |
| 2007 | Tyrannosaurus Azteca                       | Hernan Cortes                    |                 |
| 2008 | Lava Storm                                 | John Wilson                      | TV-film         |
| 2009 | Step Seven                                 | Richard Miller / Brother Abraham | Kortfilm        |
| 2009 | The Christmas Hope                         | Nathan Andrews                   | TV-film         |
| 2010 | Elopement                                  | David                            |                 |
| 2011 | The Legend of Awesomest Maximus            | Testiclees                       |                 |
| 2012 | McKenna Shoots for the Stars               | Mr. Brooks                       |                 |
| 2012 | That's My Boy                              | TV Donny Berger                  |                 |
| 2013 | Sharknado                                  | Fin                              |                 |
| 2013 | Snake and Mongoose                         | Keith Black                      | Post-production |
| 2014 | Sharknado 2: The Second One                | Fin                              |                 |
| 2014 | Christmas in Palm Springs                  | Teddy                            |                 |
| 2015 | Sharknado 3: Oh Hell No!                   | Fin                              |                 |
| 2015 | Lavalantula                                | Ian                              |                 |
| 2016 | Sharknado: The 4th Awakens                 | Fin                              |                 |
| 2017 | Sharknado 5: Global Swarming               | Fin                              |                 |
| 2018 | The Last Sharknado: It's About Time        | Fin                              |                 |

| År        | Titel                        | Roll                                            | Notis                                                                                                |
| --------- | ---------------------------- | ----------------------------------------------- | --- |
| 1981–1982 | The Doctors                  | Erich Aldrich                                   | |
| 1986–1988 | Guiding Light                | Cameron Stewart                                 | |
| 1988      | ABC Afterschool Specials     | Randy Forrester                                 | Avsnitt: "Terrible Things My Mother Told Me"                                                         |
| 1990      | CBS Schoolbreak Special      | Donnie                                          | Avsnitt: "Flour Babies"                                                                              |
| 1990      | Våra värsta år               | The Kid                                         | Avsnitt: "The Unnatural"                                                                             |
| 1990–2000 | Beverly Hills, 90210         | Steve Sanders                                   | |
| 1991      | The Legend of Prince Valiant | Röst                                            | Avsnitt: "The Beggar" Avsnitt: "The Black Rose"                                                      |
| 1992      | Melrose Place                | Steve Sanders                                   | Avsnitt: "Pilot" avsnitt: "Friends & Lovers" Avsnitt: "Lost & Found"                                 |
| 1993–1996 | Biker Mice from Mars         | Vinnie                                          | Röst                                                                                                 |
| 1994      | Aaahh!!! Riktiga monster     | Gludge                                          | Avsnitt: "Smile and Say Oblina/The Great Wave" (röst)                                                |
| 1996–1997 | Mighty Ducks                 | Wildwing                                        | Röst                                                                                                 |
| 1998      | V.I.P.                       | Peter                                           | Avsnitt: "Bloody Val-entine"                                                                         |
| 1998–2000 | Godzilla: The Series         | Nick Tatopoulos                                 | Röst                                                                                                 |
| 1999      | The Love Boat: The Next Wave | Joshua Krumb                                    | Avsnitt: "Don't Judge a Book by It's Lover"                                                          |
| 1999      | Batman Beyond                | Mason Forrest                                   | Avsnitt: "The Winning Edge" (röst)                                                                   |
| 2000      | En andra chans               | Dr. Steven Weaver / Lance Kensington            | Avsnitt: "Even Steven"                                                                               |
| 2001      | Inside Schwartz              | Parker                                          | Avsnitt: "Event Night"                                                                               |
| 2001      | På heder och samvete         | Capt. William Shepard                           | Avsnitt: "Ambush"                                                                                    |
| 2002      | Son of the Beach             | Harry Johnson                                   | Avsnitt: "Taco Lips Now: Part 1" Avsnitt: "Jailhouse Notch: Part 2" Avsnitt: "Bad News, Mr. Johnson" |
| 2002      | Ska du säga!                 | Paul Cody                                       | Avsnitt: "Copy That"                                                                                 |
| 2003      | Spider-Man                   | Harry Osborn                                    | Röst                                                                                                 |
| 2006–2007 | Biker Mice from Mars         | Vinnie / Announcer / Brie Fish / Harry / Taonga | Röst                                                                                                 |
| 2007      | Side Order of Life           | Brian Fowler                                    | Avsnitt: "Awakenings" Avsnitt: "Aliens" Avsnitt: "Nothing Left to Lose"                              |
| 2007      | Drawn Together               | Chase Huffington                                | Avsnitt: "Drawn Together Babies" (röst)                                                              |
| 2010      | CSI: NY                      | Thom Weir                                       | Avsnitt: "Pot of Gold"                                                                               |
| 2011      | Happily Divorced             | Support Group Leader                            | Avsnitt: "Spousal Support"                                                                           |
| 2014      | The Apprentice               |                                                 | |

| År   | Titel                | Roll         | Notis |
| ---- | -------------------- | ------------ | ----- |
| 2003 | Freelancer           | Edison Trent | Röst  |
| 2007 | Biker Mice from Mars | Vinnie       | Röst  |